# Lijst van nummers van The Cats
Dit is een lijst van nummers van The Cats. In de lijst staan alle nummers die de band in Nederland op singles en albums heeft uitgebracht. De medley's op het album Live en op de B-kant van Those were the days (Chill out cats) staan niet vermeld.
In de kolom 'album' zijn de verzamelalbums buiten beschouwing gelaten. De jaartallen geven aan wanneer het nummer voor het eerst op een plaat verscheen. Bij de elpee Love in your eyes staat 1974 vermeld, wat voor Nederland juist is; in Amerika werd het album al in 1973 uitgebracht.
De kolom 'single' duidt aan dat het nummer op single is verschenen, met een link naar het nummer dat op de A-kant of B-kant van de single staat.
De kolommen zijn gesorteerd naar lied en kunnen anders gesorteerd worden door bovenaan de kolom te klikken.

## Lijst
| Jaar | lied                                                 | geschreven door                                                         | single        | album                         | opmerking |
| ---- | ---------------------------------------------------- | ----------------------------------------------------------------------- | ------------- | ----------------------------- | --- |
| 1974 | A clown never cries                                  | Al Capps, Gordon Marron en Reid Reilich                                 |               | Love in your eyes             | |
| 1965 | A fool never learns                                  | Sonny Curtis                                                            | A-kant        |                               | Nagekomen op Collectors classics (1972)                                                                            |
| 1971 | A letter                                             | Piet Veerman en John Möring                                             |               | Cats aglow                    | Nogmaals op Love in your eyes (1974)                                                                               |
| 1984 | A love like yours                                    | Eddie Holland, Brian Holland en Lamont Dozier                           | B-kant        |                               | |
| 1975 | A new born baby                                      | Arnold Mühren en Marnec                                                 |               | We wish you a merry Christmas | |
| 1985 | A room full of tears                                 | Doc Pomus en Mort Shuman                                                |               | Flyin' high                   | |
| 1976 | Annabell                                             | Jaap Schilder                                                           |               | Homerun                       | |
| 1994 | Anne mia                                             | M. Muleta                                                               |               | Shine on                      | |
| 1968 | Anonymous Mr. Brown                                  | Jimmy Stewart en Gerry Langley                                          |               | Cats                          | |
| 1965 | Ave Maria no morro                                   | Herivelto Martins                                                       | B-kant        |                               | Nagekomen op Collectors classics (1972); nogmaals op We wish you a merry Christmas (1975)                          |
| 1974 | Be my day                                            | Larry Murray                                                            | B-kant        | Love in your eyes             | |
| 2008 | Bend it                                              | Ken Howard en Alan Blaikley                                             |               |                               | |
| 2008 | Blow wind blow                                       | Traditionele songtekst                                                  |               |                               | |
| 2014 | Blue diamonds                                        | Henk Hofstede                                                           |               |                               | |
| 1969 | Blue horizon                                         | Jack Green en Jay Laray Collins                                         |               | Colour us gold                | |
| 1967 | But tomorrow                                         | Cees Veerman                                                            | A-kant        | Cats as cats can              | |
| 1983 | By darkness surrounded                               | Jaap Schilder, Cees Veerman en Edward Reekers                           |               | Third life                    | |
| 1985 | Call me                                              | Jaap Schilder                                                           | A-kant        | Flyin' high                   | |
| 1984 | Canción de la sierra                                 | Cees Veerman, Piet Veerman, Jaap Schilder en Marnec                     | A-kant        |                               | |
| 1978 | Children's crusade                                   | Jaap Schilder en Alan Parfitt                                           |               | Like the old days             | |
| 1975 | Christmas war                                        | Jaap Schilder en Karel Hille                                            |               | We wish you a merry Christmas | |
| 1977 | Cindy                                                | Peter Reber en Rolf Zuckowski                                           | B-kant        | Like the old days             | |
| 1984 | Classical waves                                      | Cees Veerman, Piet Veerman, Jaap Schilder en Arnold Mühren              | A-kant        |                               | |
| 1972 | Come on girl                                         | Piet Veerman                                                            | A-kant/A-kant | Signed by The Cats            | Nogmaals op Hard to be friends (1975)                                                                              |
| 1974 | Come Sunday                                          | Lane Caudell en Harry Lloyd                                             | B-kant        | Hard to be friends            | |
| 1975 | Comedy or tragedy (Putty in your hands)              | Al Capps, Mary Dean en Snuff Garrett                                    |               | Hard to be friends            | |
| 1972 | Conclusions                                          | Piet Veerman                                                            |               | Signed by The Cats            | |
| 1971 | Country woman                                        | Piet Veerman                                                            | A-kant/A-kant | Cats aglow                    | Nogmaals op Hard to be friends (1975)                                                                              |
| 1970 | Crying like I've never done before                   | Cees Veerman                                                            |               | Take me with you              | |
| 1971 | Dance dance                                          | Neil Young                                                              |               | Cats aglow                    | |
| 1983 | Darling oh darling                                   | Cees Veerman                                                            |               | Third life                    | |
| 1968 | Daybreak                                             | Ralph Siegel en Michael Kunze                                           |               | Cats                          | |
| 1975 | Dear Lord                                            | Cees Veerman                                                            |               | We wish you a merry Christmas | |
| 1973 | Diana                                                | Cees Veerman                                                            |               | Home                          | |
| 1970 | Don't waste my time                                  | Cees Veerman                                                            | A-kant        | Take me with you              | |
| 1971 | Don't waste your time                                | Piet Veerman                                                            | B-kant        |                               | |
| 1972 | Dreams                                               | Piet Veerman                                                            |               | Signed by The Cats            | |
| 1983 | El Paso                                              | Marty Robbins                                                           | A-kant        |                               | |
| 1976 | Eleanor                                              | Jaap Schilder en Alan Parfitt                                           |               | Homerun                       | |
| 1971 | End side one                                         | Cees Veerman                                                            |               | Cats aglow                    | |
| 1975 | European flowers don't grow in the U.S.A.            | John Durrill                                                            |               | Hard to be friends            | |
| 1968 | Excuse me                                            | Dick & Don Addrisi                                                      |               | Cats                          | |
| 1967 | Far beyond the call of duty                          | Roger Greenaway en Roger Cook                                           |               | Cats as cats can              | |
| 1970 | Five little tears                                    | Arnold Mühren                                                           |               | Take me with you              | |
| 1969 | For as long as you need me                           | Eric Woolfson                                                           |               | Colour us gold                | |
| 1969 | Freedom bird                                         | Lewis & Clarke                                                          |               | Colour us gold                | |
| 1967 | Full stop                                            | Giorgio Moroder, Wout Steenhuis, Jürgen Wentorf en Jörg Schmeier        |               | Cats as cats can              | |
| 1971 | Gipsy girl                                           | Cees Veerman                                                            |               | Cats aglow                    | |
| 1976 | Girl, why did you do that                            | Arnold Mühren en Nail Che                                               |               | Homerun                       | |
| 1967 | Goodbye baby, baby goodbye                           | Bert Russell en Wes Farrell                                             |               | Cats as cats can              | |
| 1965 | Goodbye my love                                      | Robert Mosley, Lamar Simington en Leroy Swearingen                      | A-kant        |                               | Nagekomen op Collectors classics (1972)                                                                            |
| 1975 | Hard to be friends                                   | Larry Murray                                                            | B-kant        | Hard to be friends            | |
| 1985 | Hey baby (Won't you come out tonight)                | Cees Veerman                                                            |               | Flyin' high                   | |
| 1985 | Hooray for Michael                                   | Arnold Mühren                                                           | B-kant        | Flyin' high                   | |
| 1966 | Hopeless try                                         | Cees Veerman en Chris Keenan                                            | A-kant        |                               | |
| 1967 | How could I be so blind                              | Jaap Schilder                                                           | A-kant        |                               | |
| 1972 | How did you feel                                     | Arnold Mühren                                                           | A-kant        | Signed by The Cats            | Nogmaals op Hard to be friends (1975)                                                                              |
| 1975 | I can walk on water                                  | Lenny Roberts                                                           |               | Hard to be friends            | |
| 1985 | I could never hurt                                   | Piet Veerman en Edward Reekers                                          |               | Flyin' high                   | |
| 1971 | Don't know where to go                               | Arnold Mühren                                                           |               | Cats aglow                    | Nogmaals op Hard to be friends (1975)                                                                              |
| 1970 | I don't know                                         | Peter Schoonhoven                                                       |               | Take me with you              | |
| 1969 | I don't want to be hurt                              | Dan Greer                                                               |               | Colour us gold                | |
| 1968 | I feel good (I feel bad)                             | Lewis & Clarke                                                          |               | Cats                          | |
| 1968 | I gotta know what's going on                         | Cees Veerman                                                            | A-kant        | Cats                          | |
| 1968 | I like the way                                       | Ritchie Cordell                                                         | A-kant        |                               | |
| 1970 | I love you, I do                                     | Jaap Schilder                                                           |               | Take me with you              | |
| 1994 | I miss you                                           | Arnold Mühren                                                           |               | Shine on                      | |
| 1972 | I saw her at the station                             | Cees Veerman                                                            |               | Signed by The Cats            | |
| 1973 | I still remember                                     | Cees Veerman                                                            |               | Home                          | |
| 1970 | I walk through the fields                            | Cees Veerman                                                            | A-kant        | Take me with you              | |
| 1976 | I wanna be a country singer                          | Gloria Sklerov en Harry Lloyd                                           |               | Homerun                       | |
| 1973 | I will follow                                        | Arnold Mühren en Jaap Schilder                                          |               | Home                          | |
| 1985 | I'll find my way back to you                         | Piet Veerman en Edward Reekers                                          | A-kant        | Flyin' high                   | |
| 1965 | I'm ashamed to tell                                  | Arnold Mühren                                                           | A-kant        |                               | Nagekomen op Collectors classics (1972)                                                                            |
| 1973 | I'm going home                                       | Cees Veerman                                                            |               | Home                          | |
| 1967 | I'm going out (the same way I came in)               | Bob Crewe en Gary Knight                                                |               | Cats as cats can              | |
| 1968 | I've always tried to understand                      | Arnold Mühren                                                           |               | Cats                          | |
| 1972 | I've been in love before                             | Cees Veerman                                                            | A-kant        |                               | |
| 1975 | I've fallen for a fallen angel                       | John Durrill                                                            |               | Hard to be friends            | |
| 1985 | I've got enough heartache                            | Mike Kellie en Gary Wright                                              |               | Flyin' high                   | |
| 1969 | I've gotta be goin'                                  | Jimmy Faragher                                                          |               | Colour us gold                | |
| 1966 | I've just seen a face                                | John Lennon en Paul McCartney                                           |               |                               | Op 4-01-1966 verschenen op single (demoversie)                                                                     |
| 1983 | If I could be with you now                           | Cees Veerman                                                            | A-kant        |                               | |
| 1970 | If I could make you blue                             | Arnold Mühren                                                           |               | Take me with you              | |
| 1965 | Juke-box                                             | Bert Berns en Phil Medley                                               | B-kant        |                               | Nagekomen op Collectors classics (1972)                                                                            |
| 1971 | If you'll be my woman                                | Cees Veerman                                                            |               | Cats aglow                    | Nogmaals op Love in your eyes (1974)                                                                               |
| 1974 | If you're gonna tangle (in a love triangle)          | Bobby Flax en Lanny Lambert                                             |               | Love in your eyes             | |
| 1968 | In my room                                           | John Farnham                                                            |               | Cats                          | |
| 1970 | Irish                                                | Theo Klouwer                                                            | A-kant        | Take me with you              | |
| 1985 | Isn't it a lovely evening                            | Cees Veerman                                                            |               | Flyin' high                   | |
| 1994 | It feels like crying                                 | Cees Veerman                                                            |               | Shine on                      | |
| 1983 | It turns me inside out                               | Jan Crutchfield                                                         |               | Third life                    | |
| 1971 | It's over now                                        | Theo Klouwer                                                            | A-kant        |                               | |
| 2008 | Jamaica                                              | Ben E. King                                                             |               |                               | |
| 1973 | Jenny                                                | Arnold Mühren                                                           |               | Home                          | |
| 1984 | Kansas City                                          | Jerry Leiber en Mike Stoller                                            |               |                               | |
| 1976 | Karin                                                | Arnold Mühren en Marnec                                                 |               | Homerun                       | |
| 1983 | La diligence                                         | Jos Cleber, Arnold Mühren en Piet Veerman                               | B-kant        |                               | |
| 1984 | Latin lovers                                         | Arnold Mühren en Jaap Schilder, Cees Veerman en Piet Veerman            | A-kant        |                               | |
| 1968 | Lea                                                  | Arnold Mühren                                                           | B-kant        | Cats                          | |
| 1972 | Let's dance                                          | Piet Veerman                                                            | B-kant        | Signed by The Cats            | Nogmaals op Love in your eyes (1974)                                                                               |
| 1972 | Let's follow the sun                                 | Cees Veerman                                                            |               | Signed by The Cats            | |
| 1973 | Let's go together                                    | Piet Veerman en Jaap Schilder                                           | B-kant        | Home                          | |
| 1983 | Let's spend the night                                | Bob McDill                                                              |               | Third life                    | |
| 1968 | Lies                                                 | Lewis & Clarke                                                          |               | Cats                          | |
| 1975 | Lights of Magdala                                    | Larry Murray                                                            |               | We wish you a merry Christmas | |
| 1975 | Like a Spanish song                                  | Larry Murray                                                            | B-kant        |                               | |
| 1973 | Linda                                                | Piet Veerman en Jaap Schilder                                           | A-kant        |                               | |
| 1967 | Little Miss Mary                                     | Roger Greenaway en Roger Cook                                           |               | Cats as cats can              | |
| 1975 | Lonely Christmas                                     | Arnold Mühren, Piet Veerman, Marnec en Nail Che                         |               | We wish you a merry Christmas | |
| 1971 | Lonely nights                                        | Jaap Schilder                                                           |               | Cats aglow                    | |
| 1970 | Lonely walk                                          | Piet Veerman                                                            |               | Take me with you              | |
| 1976 | Looking back over my yesterday                       | Piet Veerman, Jaap Schilder en Nail Che                                 | A-kant        | Homerun                       | |
| 1977 | Lorene                                               | Arnold Mühren en Marnec                                                 | A-kant        | Like the old days             | |
| 1974 | Love in your eyes                                    | Al Capps, Gordon Marron en Reid Reilich                                 |               | Love in your eyes             | |
| 1983 | Love is a golden ring                                | Frank Miller, Richard Dehr en Terry Gilkyson                            | B-kant        | Third life                    | |
| 1973 | Love is just a long, lonely road                     | Cees Veerman                                                            |               | Home                          | |
| 1967 | Love of the common people                            | John Hurley en Ronnie Wilkins                                           |               | Cats as cats can              | |
| 1983 | Lovers don't talk                                    | Fred Bekky en Tony Kolenberg                                            | B-kant        | Third life                    | |
| 1975 | Lovin' arms                                          | Kris Kristofferson                                                      | A-kant        | Like the old days             | |
| 1978 | Lovin' her was easier                                | Kris Kristofferson                                                      |               | Like the old days             | |
| 1977 | Lucky star                                           | Henk van Broekhoven en Peter de Wijn                                    | B-kant        | Like the old days             | |
| 1973 | Madam Gordin                                         | Arnold Mühren                                                           |               | Home                          | |
| 1970 | Magical mystery morning                              | Arnold Mühren                                                           | B-kant        |                               | |
| 1969 | Mandy my dear                                        | Jaap Schilder                                                           | A-kant        | Colour us gold                | |
| 1969 | Marian                                               | Arnold Mühren                                                           | B-kant        |                               | |
| 1973 | Maribaja                                             | Arnold Mühren                                                           | B-kant        | Home                          | |
| 1975 | Mary Lee                                             | John Haines en Ken Sutherland                                           |               | Hard to be friends            | |
| 1975 | Mary's boychild                                      | Jester Hairston                                                         |               | We wish you a merry Christmas | |
| 1975 | Merry Christmas Cindy                                | Henny Vrienten                                                          |               | We wish you a merry Christmas | |
| 1974 | Mississippi                                          | Arnold Mühren en Piet Veerman                                           |               |                               | |
| 1994 | Money maker                                          | Cees Veerman                                                            |               | Shine on                      | |
| 1974 | Moonchild                                            | Gregg Williams en Mike Kennedy                                          |               | Love in your eyes             | |
| 1977 | Morning light                                        | Piet Veerman en Nail Che                                                | A-kant        | Like the old days             | |
| 1973 | Mother Nature                                        | Arnold Mühren en Jaap Schilder                                          |               | Home                          | |
| 1969 | Mr. In Between                                       | John Nerger                                                             |               | Colour us gold                | |
| 1971 | My friend Joe                                        | Cees Veerman                                                            |               | Cats aglow                    | |
| 1978 | Nashville                                            | Jaap Schilder en Alan Parfitt                                           | A-kant        | Like the old days             | |
| 1975 | Night of glory                                       | Piet Veerman en Nail Che                                                |               | We wish you a merry Christmas | |
| 1967 | Night time                                           | Paddy Chambers                                                          |               | Cats as cats can              | |
| 1994 | No reason at all                                     | Cees Veerman                                                            |               | Shine on                      | |
| 1966 | No reply                                             | John Lennon en Paul McCartney                                           |               |                               | Op 4-01-1966 verschenen op single (demoversie)                                                                     |
| 1967 | No you can't love them all                           | Bert Berns, Jerry Leiber, Mike Stoller en Ahmet Ertegün                 |               | Cats as cats can              | |
| 1976 | Nobody cares                                         | Cees Veerman                                                            | A-kant        | Homerun                       | |
| 1994 | One more time                                        | Tony Gregory en Ted O'Neill                                             |               | The rest of...                | |
| 1994 | One phonecall away                                   | Arnold Mühren, Jaap Schilder en Cees Veerman                            |               | Shine on                      | |
| 1971 | One way wind                                         | Arnold Mühren                                                           | B-kant        | Cats aglow                    | Nogmaals op Love in your eyes (1974)                                                                               |
| 1994 | Only words                                           | Cees Veerman                                                            | A-kant        | Shine on                      | |
| 1970 | Phone call                                           | Piet Veerman                                                            |               | Take me with you              | |
| 1994 | Poppy                                                | Arnold Mühren                                                           | B-kant        | Shine on                      | |
| 1968 | Rainbow tree                                         | Hy Mizrahi en Kenny Laguna                                              |               | Cats                          | |
| 1968 | Remember the good times                              | Cees Veerman                                                            | A-kant        | Cats                          | |
| 1977 | Ridin' train                                         | Piet Veerman en Nail Che                                                | A-kant        | Like the old days             | |
| 1973 | Rock 'n' roll (I gave you the best years of my life) | Kevin Johnson                                                           | B-kant        |                               | |
| 1976 | Romance                                              | Jules Shear                                                             | B-kant        |                               | |
| 1983 | Rosie                                                | Dick Wagner, Piet Veerman en Cor Veerman                                |               | Third life                    | |
| 1983 | Sail away                                            | Piet Veerman                                                            |               | Third life                    | |
| 1983 | Samaina                                              | Cees Veerman                                                            |               | Third life                    | |
| 1974 | Saturday mornings and the Western show               | John Durrill                                                            |               | Love in your eyes             | |
| 1977 | Save the last dance for me                           | Doc Pomus en Mort Shuman                                                | B-kant        | Like the old days             | |
| 1969 | Scarlet ribbons                                      | Evelyn Danzig en Jack Segal                                             | B-kant        | Colour us gold                | |
| 1983 | Second pair of eyes                                  | Piet Veerman en Alan Parfitt                                            | B-kant        | Third life                    | |
| 1969 | Shaving cream                                        | Benny Bell                                                              |               | Colour us gold                | |
| 2008 | She don't love me                                    | James Donellan                                                          |               |                               | |
| 1978 | She was too young                                    | Cees Veerman                                                            | B-kant        | Like the old days             | |
| 1971 | She's on her own                                     | Arnold Mühren                                                           | A-kant        | Cats aglow                    | Nogmaals op Love in your eyes (1974); de Duitse versie van het nummer, Du bist mein Zuhaus, verscheen op de B-kant |
| 1985 | She's so in love                                     | Russ Ballard                                                            | B-kant        | Flyin' high                   | |
| 1994 | Shine on                                             | Cees Veerman, Arnold Mühren en Jaap Schilder                            |               | Shine on                      | |
| 1983 | Silent breeze                                        | Cees Veerman, Piet Veerman, Jaap Schilder, Theo Klouwer en Marnec       | A-kant        |                               | |
| 1975 | Silent night                                         | Traditionele songtekst (Stille Nacht) en Erik van der Wurff (bewerking) | B-kant        | We wish you a merry Christmas | |
| 1965 | Somewhere over the rainbow                           | Harold Arlen en Yip Harburg                                             | B-kant        |                               | Nagekomen op Collectors classics (1972)                                                                            |
| 1969 | Somewhere up there                                   | Piet Veerman                                                            | A-kant        |                               | |
| 1969 | Songs we sang                                        | Benny Andersson en Lars Berghagen                                       |               | Colour us gold                | |
| 1985 | Spanish Harlem                                       | Jerry Leiber en Phil Spector                                            |               | Flyin' high                   | |
| 1983 | Stay in my life                                      | Piet Veerman en Marnec                                                  | B-kant        | Third life                    | |
| 1985 | Stop messing around                                  | Cees Veerman                                                            |               | Flyin' high                   | |
| 1976 | Summer evening lady                                  | Arnold Mühren en Marnec                                                 |               | Homerun                       | |
| 1978 | Summer's gone                                        | Cees Veerman                                                            |               | Like the old days             | |
| 1976 | Sunday mornings                                      | Arnold Mühren en Nail Che                                               |               | Homerun                       | |
| 1973 | Sunshine                                             | Cees Veerman en Jaap Schilder                                           |               | Home                          | |
| 1967 | Sure he's a cat                                      | Roger Greenaway en Roger Cook                                           | B-kant        | Cats as cats can              | |
| 1975 | Sweet wine                                           | Henny Vrienten                                                          |               | We wish you a merry Christmas | |
| 1970 | Take me with you                                     | Arnold Mühren                                                           | A-kant        | Take me with you              | Nogmaals op Hard to be friends (1975)                                                                              |
| 1976 | Tell me it's true                                    | Cees Veerman en René Topaz                                              |               | Homerun                       | |
| 2006 | The best years of my life                            | John Ewbank                                                             | B-kant        | Those were the days           | Ook als instrumentale versie verschenen als B-kant van dezelfde single                                             |
| 1994 | The dream is over                                    | Cees Veerman                                                            |               | Shine on                      | |
| 1972 | The end of the show                                  | Cees Veerman                                                            | B-kant        | Signed by The Cats            | |
| 1970 | The greatest thing                                   | Jaap Schilder                                                           | A-kant        |                               | |
| 1976 | The shelter of your eyes                             | Don Williams                                                            |               | Homerun                       | |
| 1994 | The town ain't the same                              | Lewis & Clarke                                                          |               | Shine on                      | |
| 1973 | The water will be deep                               | Arnold Mühren                                                           |               | Home                          | |
| 1975 | The wise man                                         | Piet Veerman en Nail Che                                                | A-kant        | We wish you a merry Christmas | |
| 1972 | There has been a time                                | Arnold Mühren                                                           | B-kant        |                               | |
| 1969 | There she goes                                       | Cees Veerman                                                            |               | Colour us gold                | |
| 1994 | These tears are not mine                             | Arnold Mühren                                                           |               | Shine on                      | |
| 2006 | Those were the days                                  | John Ewbank                                                             | B-kant        | Those were the days           | |
| 1973 | Time machine (hey, come on back in time)             | Arnold Mühren en Piet Veerman                                           | A-kant        | Home                          | Nogmaals op Love in your eyes (1974)                                                                               |
| 1968 | Times were when                                      | Neil Grimshaw                                                           | B-kant        | Cats                          | Nogmaals op Shine on (1994)                                                                                        |
| 1969 | Today                                                | Theo Klouwer en John Möring                                             | A-kant        | Colour us gold                | |
| 1966 | Tossing and turning                                  | John Carter, Ken Lewis en Perry Ford                                    |               |                               | Op 4-01-1966 verschenen op single (demoversie)                                                                     |
| 1976 | Town's fair                                          | Piet Veerman en Nail Che                                                |               | Homerun                       | |
| 1972 | Trying to explain                                    | Piet Veerman                                                            |               | Signed by The Cats            | |
| 1968 | Turn around and start again                          | Roger Greenaway en Roger Cook                                           | B-kant        |                               | |
| 1968 | Vaya con Dios                                        | Larry Russell, Inez James en Buddy Pepper                               | B-kant&B-kant | Cats                          | |
| 1967 | Vive l'amour                                         | Mark Barkan en Vic Millrose                                             | B-kant        |                               | |
| 1994 | Wake up                                              | Cees Veerman                                                            |               | Shine on                      | |
| 1983 | We ain't free                                        | Piet Veerman, Alan Parfitt en Marnec                                    |               | Third life                    | |
| 1976 | We should be together                                | Allen Reynolds                                                          | B-kant        | Homerun                       | |
| 1966 | What a crazy life                                    | Roger Greenaway en Roger Cook                                           | B-kant        |                               | |
| 2008 | What have they done to the rain                      | Malvina Reynolds                                                        |               |                               | Op 4-01-1966 verschenen op single (demoversie)                                                                     |
| 1967 | What's the world coming to                           | Roger Greenaway en Roger Cook                                           | B-kant        | Cats as cats can              | |
| 1978 | When it sells                                        | Jip Golsteijn en Ton de Zeeuw                                           |               | Like the old days             | |
| 1970 | Where have I been wrong                              | Piet Veerman                                                            | B-kant        | Take me with you              | |
| 1975 | White Christmas                                      | Irving Berlin                                                           |               | We wish you a merry Christmas | |
| 1969 | Why                                                  | Arnold Mühren                                                           | B-kant        | Colour us gold                | |
| 1969 | Why baby why                                         | Barry Mason en Les Reed                                                 |               | Colour us gold                | |
| 1971 | Why did you go                                       | Jaap Schilder en Piet Veerman                                           |               | Cats aglow                    | |
| 1971 | Winter's end                                         | Piet Veerman en John Möring                                             |               | Cats aglow                    | |
| 2008 | With a girl like you                                 | Reg Presley                                                             |               |                               | |
| 1967 | Without your love                                    | Cees Veerman en Mel Andy                                                | A-kant        | Cats as cats can              | |
| 1972 | You don't know me                                    | Arnold Mühren, Jaap Schilder en Piet Veerman                            |               | Signed by The Cats            | |
| 1985 | You may already be a winner                          | John Hiatt                                                              |               | Flyin' high                   | |
| 1976 | You're the girl for me                               | Cees Veerman                                                            |               | Homerun                       | |

## Songwriters
In de bovenstaande lijst staan linken naar artikelen over songwriters. Wanneer echter niet veel over hem of haar bekend is en ze alleen met The Cats van doen lijken te hebben gehad, leidt de link naar het onderstaande overzicht:
Chris KeenanNiet bekend bij de website thecatsvolendam.nl en co-schrijver voor 1 lied (Hopeless try uit 1966). Eventueel verwant met Norman Keenan, Amerikaans jazzvriend van Tonny Nüsser die met Wim Jongbloed samenspeelde.
MarnecTussen 1975-77 en tussen 1983-84 co-schrijver van 9 liedjes van The Cats; de naam is een anagram van Carmen, de hond van Arnold Mühren.
Nail CheTussen 1975-77 co-schrijver van 9 liedjes van The Cats en het solonummer Rollin' on a river van Piet Veerman uit 1975; de naam is steenkolenengels voor Neeltje, de vrouw van Piet Veerman.